# Smittina pseudocompressa
Smittina pseudocompressa är en mossdjursart som beskrevs av Androsova 1958. Smittina pseudocompressa ingår i släktet Smittina och familjen Smittinidae. Inga underarter finns listade i Catalogue of Life.